# Heinrich Domnich
Heinrich Domnich (né le 13 mars 1767 à Wurtzbourg, mort le 19 juin 1844 à Paris) est un corniste et compositeur allemand, professeur au Conservatoire de Paris.

## Biographie
Domnich écrit et joue dès ses 12 ans ses propres compositions pour cor. Pour se former, il part d'abord à Mayence auprès du comte d'Etlz (de) puis, déçu, va à Paris où Giovanni Punto le prend comme élève et le fait connaître. Au Conservatoire, qui vient d'être créé, il devient le premier professeur de cor. Sa méthode est celle que l'on apprend jusqu'à celle de Louis François Dauprat. Pour son œuvre, Napoléon lui accorde une décoration.

## Œuvre
- Méthode du premier et du second cor à l’usage du Conservatoire, Paris, 1805.
- Symphonie concertante pour deux cors, Paris, Magasin de Musique du Conservatoire.